# Centre de recherche et d'archivage de la Cinémathèque suisse
Le Centre de recherche et d'archivage de la Cinémathèque suisse est un complexe contenant les archives de la Cinémathèque suisse. Il est situé à Penthaz, dans le canton de Vaud, en Suisse.

## Histoire et architecture
En 1988, la Cinémathèque suisse acquiert d’anciens ateliers de reliure à Penthaz dans le canton de Vaud. Réaménagés et inaugurés en 1992, ces espaces deviennent le Centre d’archivage de l’institution qui réunit les collections entreposées jusqu’alors dans différents locaux de fortune. Si le début des années 1990 marque la première étape de la mise en place d’un centre de compétences pour la préservation des collections, ces dernières ne cessent de s’accroître et le besoin d’espaces supplémentaires, à des conditions optimales de conservation, se fait rapidement sentir. Après le rachat du bâtiment existant en 1998 par la Confédération suisse, le Conseil fédéral signe en 2005 un arrêté prévoyant la construction d’un nouveau Centre de recherche et d’archivage à Penthaz. Trois ans plus tard, le Parlement vote le crédit d’aménagement du nouveau Centre. Ce dernier fait l’objet d’un concours d’architecture, remporté par le bureau EM2N à Zurich qui prévoit de transformer et d’agrandir la structure existante.
Avec ce nouveau bâtiment d’inspiration industrielle, le bureau EM2N a multiplié les références au cinéma et aux archives : la façade en acier oxydé évoque les défis liés à la conservation, la grande fenêtre de l’espace muséal fait allusion à un écran de cinéma et les salles de réunion suspendues dans le hall d’entrée et d’exposition suggèrent des effets cinématographiques comme le cadrage et le montage.

## Collections Film et Non-Film
Le Département Film de la Cinémathèque suisse gère toute la collection film, quelle que soit la nature du support : pellicules, vidéos ou fichiers numériques. Les films conservés peuvent être des œuvres de fiction, documentaires, archives du Ciné-Journal suisse, films publicitaires et de commande, films de famille, ou encore des films d’amateurs. Le département restaure une quarantaine de courts métrages et six à sept longs-métrages par année, en collaboration avec des laboratoires externes.  
Au sein de son Département Non-Film, la Cinémathèque suisse conserve des archives institutionnelles, fonds privés, livres, scénarios, périodiques, dossiers documentaires, photographiques et affiches, dossiers de presse, matériel promotionnel, dessins et tableaux, appareils cinématographiques et autres objets tels que décors, costumes, trophées, etc. regroupent des livres, scénarios, périodiques, dossiers documentaires, photographies, affiches, diapositives, appareils cinématographiques, matériel de « pré-cinéma », archives institutionnelles et fonds privés. Ces collections englobent des documents physiques et numériques qui permettent d'étudier et de mettre en valeur l'histoire du cinéma suisse et international. 
Les collections de la Cinémathèque suisse comptent, en 2019, 85 000 titres de films, 700 000 bobines, 500 000 affiches, 3 millions de photographies et d’autres supports iconographiques (diapositives, laques de verres, ektachromes, celluloïds), 26 000 livres et 720 000 périodiques, 10'000 scénarios, 200 fonds d’archives papier, 24'000 dossiers documentaires, 2000 appareils anciens et des objets tels que décors et trophées.